# گستاون سلمون
گستاون سلمون (انگلیسی: Gaston Salmon; ۵ مارس ۱۸۷۸ – ۳۰ آوریل ۱۹۱۸) شمشیرباز اهل بلژیک بود.